# ترجیحاً فولاد
ترجیحاً فولاد (انگلیسی: Steel Preferred) یک فیلم درام صامت آمریکایی است که در سال ۱۹۲۵ منتشر شد.
- ویرا رینولدز
- ویلیام بوید
- هوبرت باس‌وُرث
- چارلز ماری
- والتر لانگ
- ویلیام وی. مونگ
- نایجل بری
- بن ترپین